# Utopia

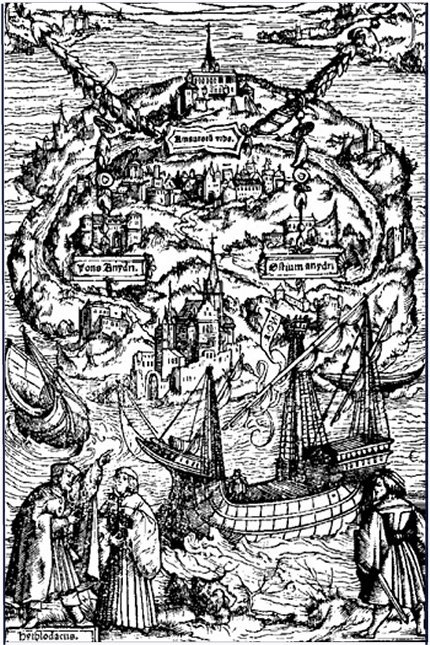
Đảo không tưởng

Utopia (tiếng Hy Lạp: οὐτόπος, phiên âm: outópos, nghĩa đen: Đảo không tưởng), là một cộng đồng hoặc xã hội gần lý tưởng hoặc hoàn hảo trên mọi mặt. Thuật ngữ "Utopia" lần đầu tiên được một vị linh mục Công giáo người Anh tên là Sir Thomas More sử dụng trong cuốn sách cùng tên "Utopia" của ông (bằng tiếng Latin) trong đó miêu tả mô hình xã hội trên một hòn đảo giả tưởng ở Đại Tây Dương. "Utopia" thường xuất hiện với một chủ đề tách biệt trong văn học giả tưởng. Một số cộng đồng có ý định kiến tạo xã hội lý tưởng cũng sử dụng thuật ngữ này. Ngoài ra, dựa vào "Utopia", người ta còn tạo ra thêm một vài thuật ngữ liên quan, trong đó phổ biến và gần với "Utopia" (Địa đàng) nhất là "Dystopia" (Phản địa đàng). Cụm từ này cũng còn được sử dụng để mô tả về chủ nghĩa bình quân.

## Từ nguyên
Thuật ngữ Utopia bắt nguồn từ tiếng Hy Lạp được Thomas More nêu ra trong cuốn sách có nhan đề Utopia xuất bản vào năm 1516, trong đó ông đã mô tả một xã hội hòn đảo viễn tưởng ở đâu đó trong Đại Tây Dương. Từ này đến từ tiếng Hy Lạp gồm οὐ ("không") và τόπος ("địa điểm"), từ ghép này có nghĩa là "không có địa điểm", và miêu tả bất cứ xã hội không tồn tại nào được mô tả chi tiết đáng kể (không tưởng). Tuy nhiên, trong việc sử dụng tiêu chuẩn, ý nghĩa của từ này nghĩa là sự thay đổi ngữ nghĩa thu hẹp và bây giờ thường mô tả một xã hội không tồn tại mà có ý là tốt hơn đáng kể so với xã hội hiện tại. Eutopia, bắt nguồn từ tiếng Hy Lạp εὖ ("tốt") và τόπος ("địa điểm"), nghĩa là một "địa điểm tốt", một nơi "đắc địa" và nói về một thuật ngữ chính xác để mô tả một Utopia tích cực. Trong tiếng Anh, Eutopia và Utopia là hai từ đồng âm khác nghĩa và cách viết, mà có thể tạo ra nghĩa khác nhau.

## Các chủ đề

### Sinh thái học
Sinh thái xã hội utopia miêu tả những cách mới mà con người liên kết với thiên nhiên.
Nó lĩnh hội một khoảng cách ngày càng mở rộng giữa cách sống phá hủy môi trường của phương Tây hiện đại và một cách sống truyền thống hơn trước khi công nghiệp hóa. Hệ sinh thái utopia có thể hỗ trợ một xã hội lâu bền hơn. Theo nhà triết học người Hà Lan Marius de Geus, hệ sinh thái utopia có thể là nguồn cảm hứng cho phong trào liên quan đến chính trị xanh.

### Kinh tế
Đặc biệt vào đầu thế kỉ thứ 19, nhiều ý tưởng về utopia xuất hiện, nhằm để đáp trả lại tình hình trì trệ của xã hội vào thời điểm ấy, nguyên nhân do chủ nghĩa trọng thương và chủ nghĩa tư bản. Những ý tưởng này được gọi chung thành chủ nghĩa xã hội không tưởng do đặc tính chia sẻ trong cộng đồng. 

### Bình đẳng giới
Thuật ngữ "không tưởng" được bắt nguồn từ tên một tác phẩm của Thomas More (1478-1535), với nhan đề Utopia (trong tiếng Hy Lạp có nghĩa là "Không tồn tại ở đâu cả"). Ở trên đảo Utopia, mọi người sống với nhau bình đẳng, không có tư hữu, không có giàu nghèo, tất cả cùng lao động và cùng hưởng hạnh phúc.

### Rào đất
Cụm từ "Cừu ăn thịt người"  ("devour men") là một hình ảnh ẩn dụ mà Thomas More đã sử dụng trong tác phẩm kinh điển Utopia để mô tả và phê phán những tác động tàn khốc của Phong trào rào đất (Enclosure movement) ở Anh thời bấy giờ khi ở Anh diễn ra một quá trình chuyển đổi kinh tế-xã hội mạnh mẽ. Nhu cầu về len cừu cho ngành dệt may đang phát triển (để xuất khẩu sang châu Âu lục địa) tăng cao và mang lại lợi nhuận. Giới quý tộc và địa chủ nhận thấy nuôi cừu lấy lông có lợi hơn nhiều so với việc cho nông dân thuê đất trồng trọt theo kiểu truyền thống (ruộng đất công hữu, đất canh tác chung của công xã) nên họ đã tiến hành "rào đất", dùng hàng rào, tường bao để bao chiếm lấy những vùng đất công cộng, đất canh tác chung của nông dân, biến chúng thành những đồng cỏ rộng lớn của riêng họ để chuyên chăn nuôi cừu. "Cừu" tượng trưng cho lợi ích kinh tế từ việc nuôi cừu lấy lông và sự tham lam của giới địa chủ, quý tộc. "Ăn thịt người" là một cách nói hình ảnh đầy chua xót đắng lòng để mô tả việc nông dân bị mất đất canh tác vốn là tư liệu sản xuất chính của họ. Nhà cửa của họ bị phá bỏ để lấy đất làm đồng cỏ. Họ bị đẩy vào cảnh bần cùng, thất nghiệp, phải lang thang, trộm cắp để sinh tồn và đối mặt với những hình phạt khắc nghiệt. Cuộc sống, sinh kế, và cả cộng đồng làng xã của người nông dân bị "nuốt chửng" dưới nhu cầu mở rộng các bãi chăn thả cừu. Hình ảnh "cừu ăn thịt người" của Thomas More đã trở thành một lời tố cáo mạnh mẽ về những bất công xã hội và sự tàn nhẫn của quá trình tích lũy tư bản sơ kỳ. Nó vạch trần mặt trái của sự phát triển kinh tế khi lợi ích của một nhóm người lại được xây dựng trên sự khốn cùng của nhiều người khác đẩy họ tới bước bần cùng hóa hàng loạt.